# 이별공식 (빅스의 노래)
〈이별공식〉는 빅스의 첫 번째 스폐셜 싱글 음반의 타이틀 곡이다. 이 곡은 R.ef의 히트곡을 리메이크한 것이다. 2015년 2월 24일에 발표하였다. 원곡은 Real McCoy의 Another Nights이며 Re.f는 이별공식을 포함한 몇몇 곡들이 표절 의심을 받고있다.

## 차트
| 차트                                          | 최고순위 |
| --------------------------------------------- | -------- |
| 가온 주간 디지털 차트                         | 2        |
| 가온 월간 디지털 차트                         | 23       |
| 가온 주간 다운로드 차트                       | 2        |
| 가온 월간 다운로드 차트                       | 33       |
| 가온 주간 스트리밍 차트                       | 24       |
| 가온 월간 스트리밍 차트                       | 41       |
| 가온 주간 BGM 차트                            | 3        |
| 가온 월간 BGM 차트                            | 25       |
| 가온 주간 모바일 차트 (벨소리)                | 5        |
| 가온 주간 모바일 차트 (통화연결음)            | 14       |
| 가온 월간 모바일 차트 (벨소리)                | 12       |
| 가온 월간 모바일 차트 (통화연결음)            | 32       |
| 음악 프로그램                                 | 순위     |
| THE SHOW: All About K-POP 시즌 4 더 쇼 초이스 | 1        |
| 쇼 챔피언                                     | 1        |
| 엠카운트다운                                  | 1        |
| 뮤직뱅크 K-Chart                              | 1        |
| 쇼! 음악중심                                  | 1        |
| 인기가요                                      | 1        |